# Muhammad al-Burtukali
Muhammad al-Burtukali (arab. أبو عبد الله البرتقالي محمد بن محمد = Abu Abd Allah al-Burtukali Muhammad ibn Muhammad, zm. 1524) – sułtan Maroka z dynastii Wattasydów, syn sułtana Muhammada asz-Szajcha al-Mahdiego. 
Muhammad al-Burtukali wstąpił na tron po śmierci swojego ojca w 1505 roku. Pod jego rządami, zachęcona słabością dynastii Portugalia - zająwszy marokańskie porty nad Atlantykiem - rozpoczęła zbrojne wypady w głąb kraju. W 1514 roku Portugalczycy zaatakowali Marrakesz. Mimo skutecznej obrony miasta, znacznie ucierpiał i tak słaby już autorytet sułtana. Na południu kraju Abu Abdullah Muhammad al-Kaim - szejk rodu Saadytów - rozpoczął rewoltę przeciw Portugalii i Wattasydom. 
Po śmierci Muhammada al-Burtukali na tron wstąpił jego syn Abu al-Abbas Ahmad.